# مريود
مريود هي إحدى أكبر قرى ولاية القضارف وتقع في الصعيد الجنوبي للمدينة على بعد خمسة وتسعون كيلو مترات 
```
بمحلية
 دوكة، تتميز هذه القرية 
بالمناخ
 الطبيعية معتدل في فصل 
الشتاء
 مع ارتفاع في درجات الحرارة في 
الصيف
 وهطول أمطارغزيرة في موسم الخريف، وتتميز بموقعها الإستراتيجي في القلابات الشرقية وتتميز بثرواتها الزراعية والحيوانية تحدها من الشمال 
مدق
 
ومهلة
 ومن الشرق 
سندس
 ومن الجنوب قرية 
ود كسيبه
 ومن الغربي الشمالي 
سبوت
 والجنوبي 
صرف سعيد
.
```

كما أن هذه القرية تمتاز برموزها الطبيعية منذ استقلال السودان ويسكن هذه القرية عدة قبائل أكثر من 10. يبلغ عدد الأفراد في هذه القرية حوالي 458'7 ألف نسمة في إحصائيات 2016م.